# Lago Corcoran
El lago Corcoran (también conocido como lago Clyde, en honor a Clyde Wahrhaftig, un geólogo estadounidense) es un antiguo lago que cubría el Valle Central de California.

## Historia
El lago existía en los valles del río Sacramento y el río San Joaquín, al menos tan al norte como Sutter Buttes. De ser así, podría haber tenido un tamaño comparable al del lago Míchigan. Una visión alternativa supone que el lago cubría sólo la parte sur del Valle Central. La superficie total cubierta por el lago asciende a aproximadamente 30 000 a 50 000 kilómetros cuadrados (12.000 a 19.000 millas cuadradas). El lago Buena Vista, el lago Kern y el lago Tulare son restos del lago Corcoran.
El lago es la fuente de Corcoran Clay, una unidad lacustre de las formaciones de los lagos Tulare y Turlock. También influyó en la sedimentación frente a la costa de California.
El lago existió hace entre 758 000 y 665 000 años. Las tasas de deposición de arcilla indican que el lago duró entre 50 000 y 100 000 años, y experimentó unos 15 ciclos de sequía y humedad. La toba de Lava Creek de la caldera de Yellowstone y la toba del obispo de la caldera de Long Valley se depositaron en Corcoran Clay. Antes de que se formara el lago Corcoran, el Valle Central era una bahía abierta hacia el sur a través de un pasaje, hasta hace 2 millones de años, cuando la bahía se separó del océano, probablemente debido al movimiento hacia el noroeste de las Cordilleras Costeras a lo largo de la falla de San Andrés. Posteriormente, el valle dejó de ser una bahía y alternativamente se drenaba y se llenaba de agua. Los factores que contribuyeron a la formación del lago Corcoran no se comprenden completamente pero parece que el drenaje del Gran Valle durante la mayor parte de la época del Mioceno fue hacia el sur.
El lago originalmente desembocaba en la bahía de Monterrey a través del río Salinas, o, en ocasiones, no desembocaba en absoluto. La evaporación de este lago fue una fuente de agua para Sierra Nevada y, en menor medida, para la provincia de Basin and Range detrás de ella. Esto contribuyó a la formación de grandes lagos pluviales en Nevada.
Hace seiscientos mil años se formó una nueva salida en la actual bahía de San Francisco, donde permanece hoy. Los sedimentos encontrados al sur de San Francisco indican que hace 400 000 años el drenaje estaba completamente establecido. El desbordamiento puede haber ocurrido en un momento en que los glaciares se estaban derritiendo y cuando los cambios en la corriente en chorro durante la etapa 6 del isótopo de oxígeno marino causaron un aumento de las precipitaciones y la escorrentía hacia el Valle Central. El desbordamiento rápidamente abrió una salida a través del estrecho de Carquinez, probablemente de manera catastrófica, y drena el lago. La Unidad de Turbidita Superior del abanico submarino de Monterey puede haberse formado poco después de este flujo de salida, cuando los sedimentos del antiguo lago fueron arrastrados desde su nueva salida hasta la bahía de Monterrey por la deriva costera.